# Розсада
Розсада — молоді рослини, вирощувані в теплицях, парниках і розсадниках для висаджування на постійне місце у відкритому чи закритому ґрунті. Розсаду широко застосовують в овочівництві, плодівництві, лісівництві, декоративному садівництві і при вирощуванні технічних, лікарських та ефіроолійних рослин. Розсадний метод дає можливість одержувати високий урожай овочевих та багатьох інших культур на 1 —1,5 міс. раніше, ніж при сівбі їх насінням.

## Правила вирощування розсади
Як правило, термін посіву випадає на кінець лютого — початок квітня.

Найчастіше насіння однієї культури висівають в одну велику посадкову ємність. Можна висадити кожне насіннячко окремо, наприклад, в пластикові розсадні ящики (касети), які складаються з безлічі окремих стаканчиків, скріплених в одну конструкцію.

Іноді висаджують насіння в торф'яні таблетки — диво-засоби, в яких розсада виростає більш потужною, ніж в землі. Їх часто застосовують для дорогого насіння, так як в них відсоток виживання навіть ніжних, примхливих сортів дуже високий.

Підійде будь-яка готова суміш для розсади на основі торфу. Земля з лісу або палісадника дуже щільна, тому її рідко використовують у чистому вигляді. Однак, при додаванні в неї піску, різних розпушувачів (перліту, вермикуліту), торфу навіть така земля стане прекрасною основою для зростання ніжної розсади.

### Технологія посіву насіння
Готовим субстратом наповнюють посадкові ємності, проливають їх водою, чекають, поки вся вода стече через дренажні отвори і висівають насіння. Деякі з них висаджують поверхнево, тобто не прикривають зверху ґрунтом — це насіння полуниці, суниці, петунії та ін. Більшість же культур вимагають закладення насіння в землю.

Після посіву контейнери з насінням слід накрити пластиковою кришкою або звичайною прозорою плівкою. Кожен день тепличку провітрюють, тобто відкривають кришку на 5-10 хвилин, інакше у вологих умовах швидко почнеться зростання грибів, зелених водоростей і цвілі.

### Пікіровка розсади
Паростки, які виросли в одній посадкової ємності, через деякий час після появи другої пари справжніх листочків потрібно пікірувати, тобто пересадити із загального контейнера в індивідуальні. Хоча, насправді поняття «пікіровка» означає не просту пересадку, а укорочення коренів розсади з метою зробити її більш потужною, міцною і витривалою.

### Головні правила догляду за розсадою
На всіх стадіях росту розсада потребує:
- достатнього освітлення. Ідеально, якщо ви зможете забезпечити розсаді 14-16 годин світлового дня. На жаль, цього можна досягти тільки за допомогою ламп, інакше доведеться задовольнятися більш скромними цифрами — 10-11 годин. Цього теж буде цілком достатньо, особливо якщо вікна деякий час за день висвітлюються прямими променями сонця.
- оптимальної температури. Для того, щоб посаджені вами насіння швидко зійшли, як правило, потрібно досить висока температура — 22-25 ˚ С. Потім, після того, як паростки виклюються, температуру необхідно знизити до 18-20 ˚ С. Вважається, що подібні коливання сприяють більш здоровому росту та в умовах недостатньої освітленості не дозволяють паросткам витягуватися.
- грамотні поливи. Перші паростки практично не потребують поливу, так як знаходяться під склом, кришкою або поліетиленовою плівкою посадкової ємності. Всередині «теплички» добре зберігається вологість і додаткова вода тільки нашкодить. Найчастіше регулярний полив починають при знятті кришки з ємності (відбувається це після появі перших справжніх листочків).

Таку розсаду вже можна висаджувати в ґрунт.

Але висаджувати в ґрунт можна тільки після того, як мине загроза останніх заморозків — зазвичай це трапляється на початку травня.